# Manoach

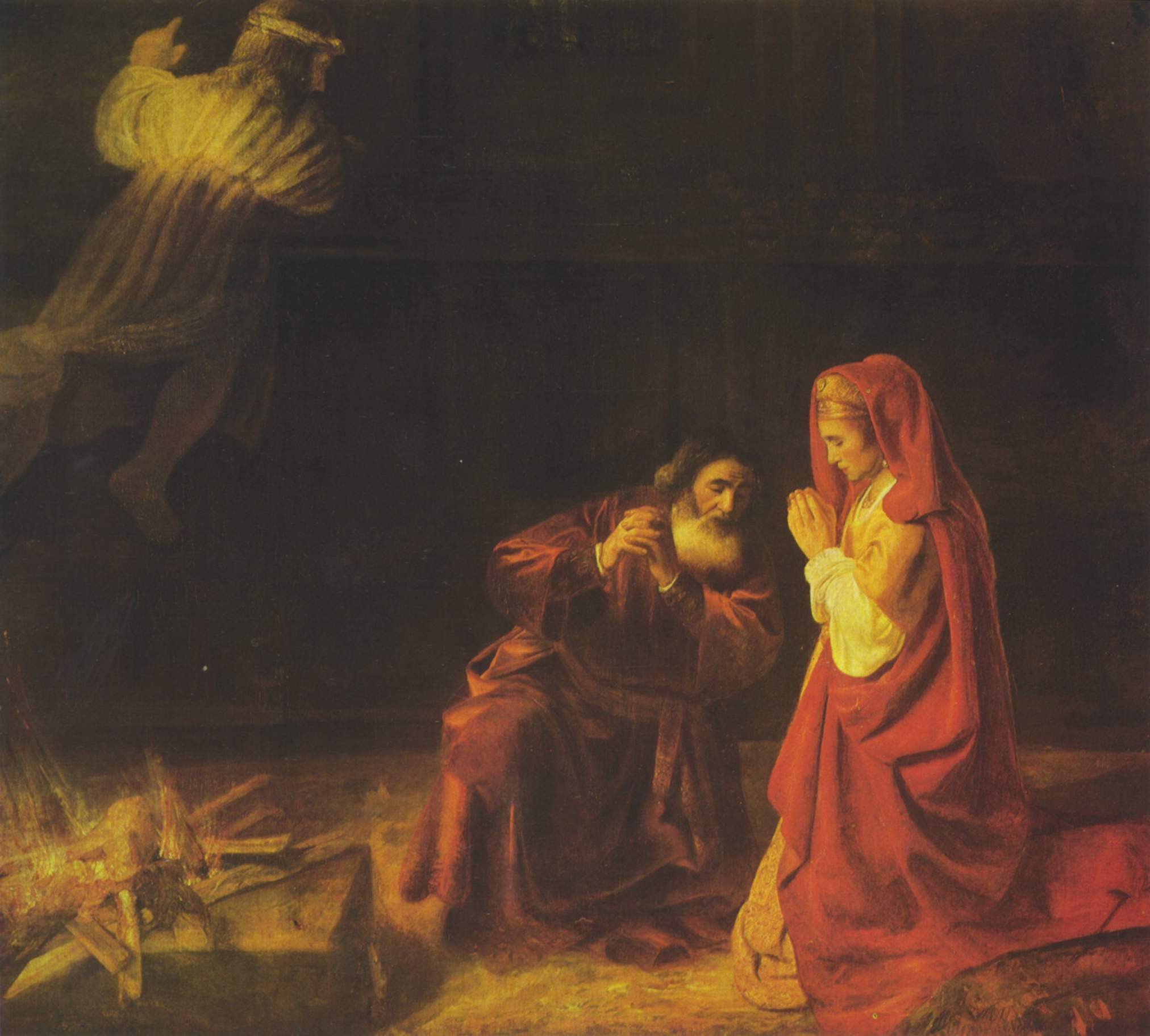
Manoach na obrazie Rembrandta (1641)

Manoach (hebr. מנוח) – postać biblijna ze Starego Testamentu, ojciec Samsona. Pochodził z pokolenia Dana. Biblia nie podaje ile lat miał w chwili śmierci, lecz na pewno zmarł za życia swojego syna, a pochowano go między Sorea i Eszta’ol. W jego grobie spoczął później sam Samson.

## Zapowiedź narodzin Samsona
Pewnego razu mieście Sorea Anioł Pana ukazał się jego niepłodnej żonie (jej imię jest nieznane) i zapowiedział narodziny Bożego Nazirejczyka, który wybawi Izrael z rąk uciskających go Filistynów. Gdy Manoach dowiedział się o tym, modlił się o powrót tajemniczej postaci w celu wyjaśnienia zasad postępowania z chłopcem. Pan wysłuchał modlitwy i Anioł Pana ponownie ukazał się jego żonie, kiedy ta siedziała na polu. Zawołała więc męża, a gdy Manoach przybył na miejsce, przeprowadził z Nim rozmowę:
«Czy ty jesteś owym mężem, który rozmawiał z moją żoną?» – Odpowiedział: «Ja». Rzekł więc Manoach: «A gdy się spełni Twoje słowo, jakie zasady i jakie obyczaje winien mieć chłopiec?» Rzekł więc Anioł Pana do Manoacha: «Niech się twoja żona wystrzega tego wszystkiego, co jej powiedziałem. Niech syn nie używa nic z tego, co pochodzi z winorośli, niech nie pije wina ani sycery, ani też niech nie spożywa nic nieczystego, lecz niech zachowuje to, co jej poleciłem»
(Sdz 13,11-14).
Manoach nie wiedział, że był to Anioł Pana i chciał przygotować Mu koźlątko, lecz Ten powiedział, że nie będzie jadł jego chleba, a jeżeli chce złożyć ofiarę całopalną, niech zrobi to dla Boga. Wtedy ten pierwszy zapytał Go o imię, aby mogli je czcić po spełnieniu przepowiedni. Jednak owa Postać nie zdradziła swojego imienia. Następnie przyniósł ofiarę pokarmową i koźlę, położył na skale i ofiarował Bogu. W tej chwili Anioł Pana wszedł w płomień i więcej się im nie ukazywał. Manoach rozpoznał kto to był, więc razem z żoną upadł na twarz. Obawiał się wtedy, że oboje zginą, gdyż widzieli Boga, ale żona uspokoiła go. A gdy chłopiec narodził się, dała mu imię Samson (hebr. Szimszon). Manoach stał się ostatnią wymienioną w Starym Testamencie osobą, która widziała twarzą w twarz Anioła Pana, identyfikowanego jako sobowtór samego Jahwe.